# Alconchel de la Estrella
Alconchel de la Estrella es un municipio y localidad española de la provincia de Cuenca, en la comunidad autónoma de Castilla-La Mancha. El término municipal tiene una población de 75 habitantes (INE 2024).

## Geografía
Alconchel de la Estrella se encuentra en la provincia de Cuenca, en la comarca de la Mancha Alta, a 6 km de Montalbanejo, a casi 7 km de Villalgordo del Marquesado y a unos 82 km de Cuenca capital. Sus coordenadas geográficas son latitud: 39°43′ N, y longitud: 2°34′ O. La altitud es de unos 833 m sobre el nivel del mar.

## Historia
El 18 de octubre de 1194, Alfonso VIII de Castilla efectuó en Alarcos la donación a la Orden de Santiago de la mitad de los portazgos de Alarcón y Alconchel de la Estrella, así como el Alcázar de Alarcón, la aldea de Gascas de Alarcón, Villasila de Valdavia, Villamelendro de Valdavia y otras heredades.
Hacia mediados del siglo XIX, la villa tenía contabilizada una población de 532 habitantes. Aparece descrita en el primer volumen del Diccionario geográfico-estadístico-histórico de España y sus posesiones de Ultramar de Pascual Madoz de la siguiente manera:

ALCONCHEL: v. con ayunt. de la prov. y dióc. de Cuenca (8 1/2 leg), aud. terr. de Albacete (15 1/2), part. jud. de Belmonte (3), c. g. de Valencia (29): sit. en una ladera á la falda de un cerro: la baten los aires E., N. y NO.: su clima es enfermizo, y se padecen comunmente tabardillos y tercianas causadas por unas aguas llamadas de las Heras del Calvario. Forman el casco de la pobl. sobre 151 casas de fáb. aunque no muy sólida bastante mediana, entre las cuales se descubren algunas de mejor aspecto que otras; se hallan divididas en varias calles, irregulares las mas, por no permitir otra cosa el terreno, pero limpias durante el estio. Tiene casa municipal con cárcel pública, un pósito Real y otro pío, dos posadas, una escuela de primeras letras á la cual concurren niños de ambos sexos, y una igl. parr. que aunque el todo del edificio no es de particular mérito, su altar mayor es de buen gusto. Confina el térm. por N. con el de Villar de Cañas, por E. con el de Montalvanejo, por S. con el de Villaescusa, y por O. con el de Fuente el Espino; dentro de él hay una ermita dedicada á Ntra. Sra. de la Cuesta; tres montes, llamados dos de ellos Casteluño y Pedrajas, los cuales se hallan labrados y contienen 1,700 almudes de tierra, y el otro, denominado el Pinar, permanece inculto, y sin árboles: un desp., del cual no se sabe la causa y época en que se despobló, pero la tradicion dice, que fué una c. por donde pasaba un camino romano, del cual aun existen vestigios, asi como de un cast. que habia en la cumbre del cerro, á cuya falda se ha dicho está la pobl. Por el N. de esta corre el r. Záncara, cuyas aguas ademas de fertilizar algo el terreno, sirven por su buena calidad, juntamente con las de un pozo algo dist. de la v., para surtido del vecindario. El terreno aunque no superior es de buena calidad, bastante fértil, y en su mayor parte secano; comprende mas de 15,500 almudes, de los cuales se cultivan unos 10,400, siendo 300 de 1.ª clase, 2,100 de 2.ª y 8,000 de 3.ª; entre los mismos hay un olivar de 500 almudes, el cual es bastante productivo, y se encuentra bien laboreado; tambien hay algun viñedo y colmenas que se sostienen con los romeros, arbustos y flores del monte, cuyos pastos consume el ganado de diferentes especies. Prod.: trigo, avena, centeno, cebada, patatas, legumbres, aceite, vino, miel, cera, azafran y hortalizas: cria ganado lanar y cabrio, vacuno, asnal, mular y de cerda. pobl.: 134 vec. 532 alm.: riqueza prod.: 1.759,120 rs. ind. imp. 87,856.
(Madoz, 1845, p. 459)

Hasta la reforma de la nomenclatura municipal de 1916 el municipio se llamaba simplemente Alconchel. En dicha fecha su nombre fue modificado por el de Alconchel de la Estrella.

## Demografía
Alconchel de la Estrella cuenta con una población de 75 habitantes (INE 2024).
| Gráfica de evolución demográfica de Alconchel de la Estrella entre 1842 y 2021 |
| |
| Población de derecho según los censos de población del INE Población de hecho según los censos de población del INEEn estos censos se denominaba Alconchel: 1842, 1857, 1860, 1877, 1887, 1897, 1900 y 1910 |

## Administración
| Periodo   | Nombre                       | Partido             |
| --------- | ---------------------------- | ------------------- |
| 1979-1983 | Manuel Castaño Saiz          | UCD                 |
| 1983-1987 | Manuel Castaño Saiz          | Manuel Castaño Saiz |
| 1987-1991 | Manuel Castaño Saiz          | Manuel Castaño Saiz |
| 1991-1995 | Manuel Castaño Saiz          | Manuel Castaño Saiz |
| 1995-1999 | Manuel Castaño Saiz          | Manuel Castaño Saiz |

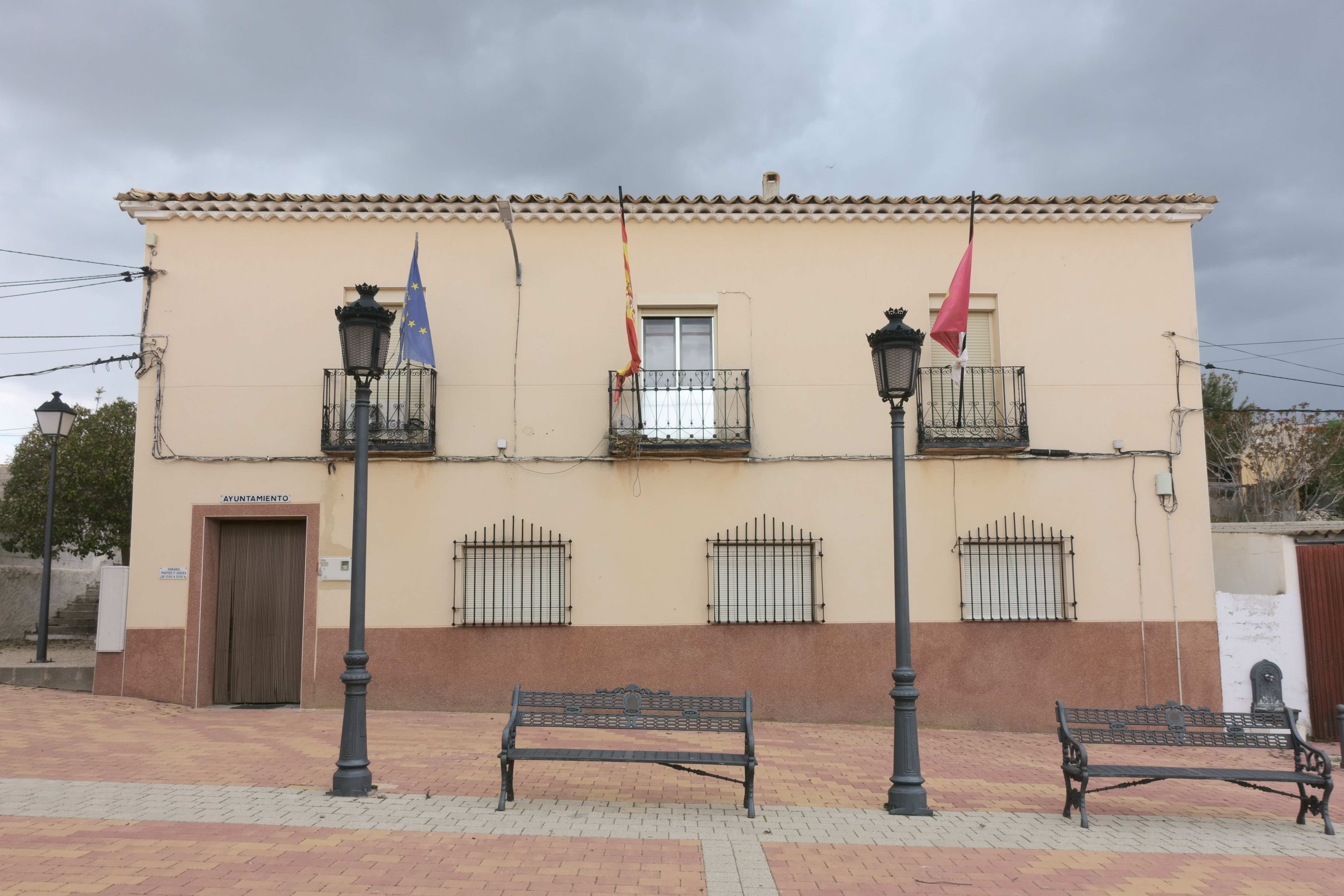
Casa consistorial

| 1999-2003 | Primitivo Rodríguez Valencia | PP                  |
| 2003-2007 | Primitivo Rodríguez Valencia | PP                  |
| 2007-2011 | Primitivo Rodríguez Valencia | PP                  |
| 2011-2015 | Tomás Borona Arévalo         | PSOE                |
| 2015-2019 | Tomás Borona Arévalo         | PSOE                |
| 2019-2023 | Tomás Borona Arévalo         | PSOE                |

## Fiestas
Las fiestas de Alconchel se celebran entre los días 7 y 9 de mayo en honor a la Virgen de la Cuesta con romería a la ermita y procesión en el pueblo. Esta fiesta es compartida con el pueblo de Las Pedroñeras.
El día 15 de agosto se celebra la Fiesta del verano. Multitud de familiares de las familias que allí viven, chavales jóvenes, etc., son los que dan alegría al pueblo en estas fechas tan señaladas, siendo el mes del año con más afluencia de gente.

## Monumentos y lugares de interés

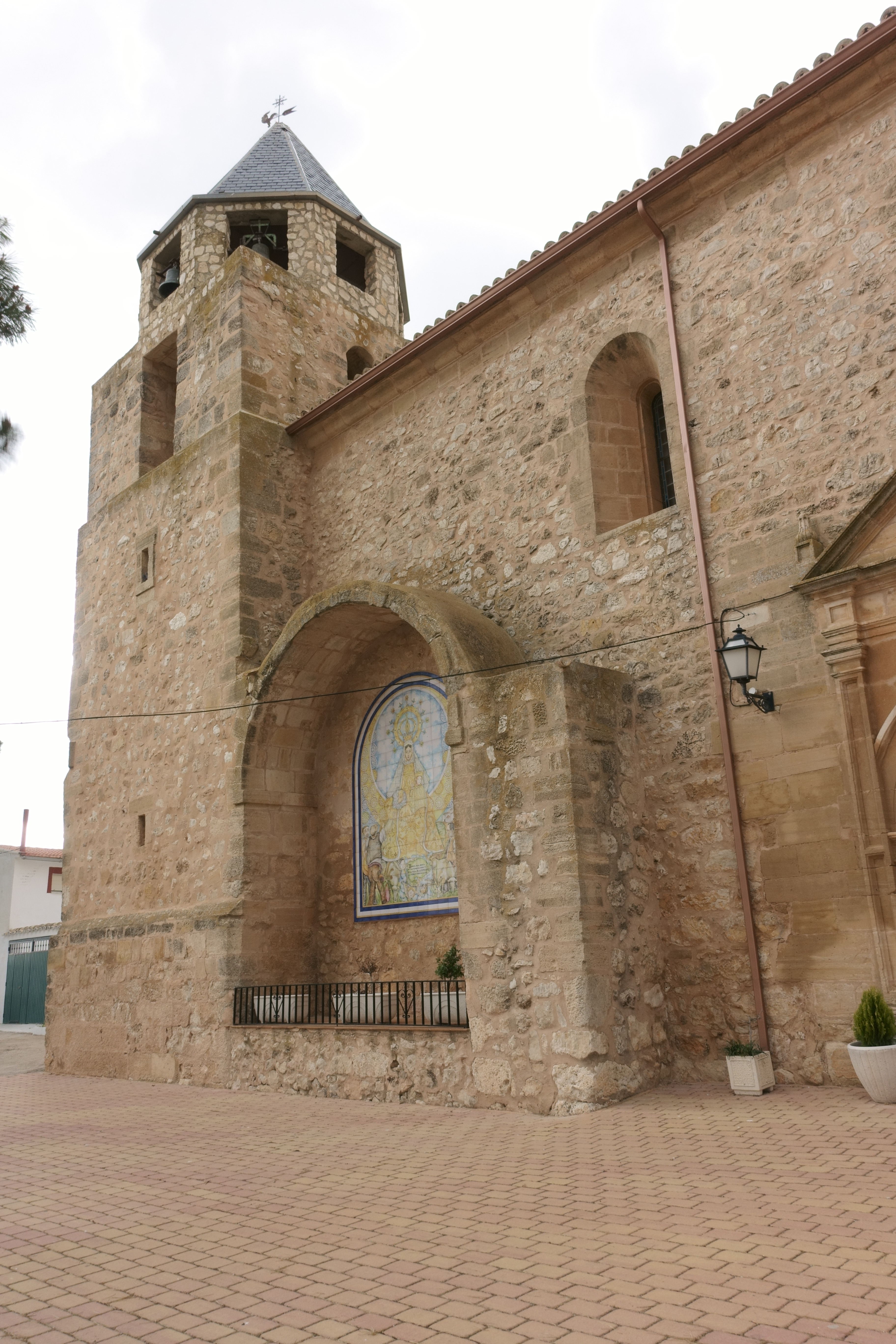
Iglesia de Nuestra Señora de la Estrella

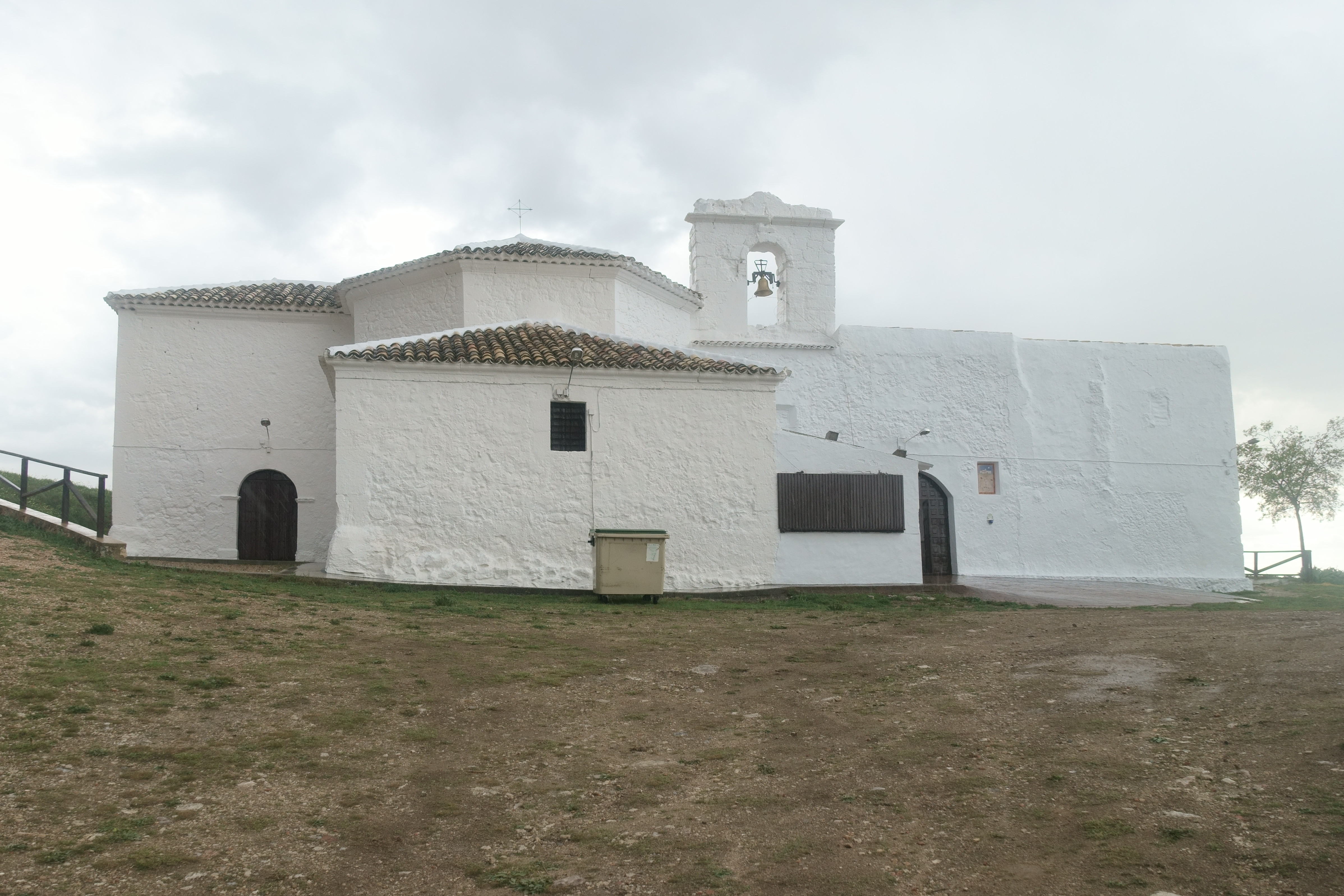
Ermita de la Virgen de la Cuesta

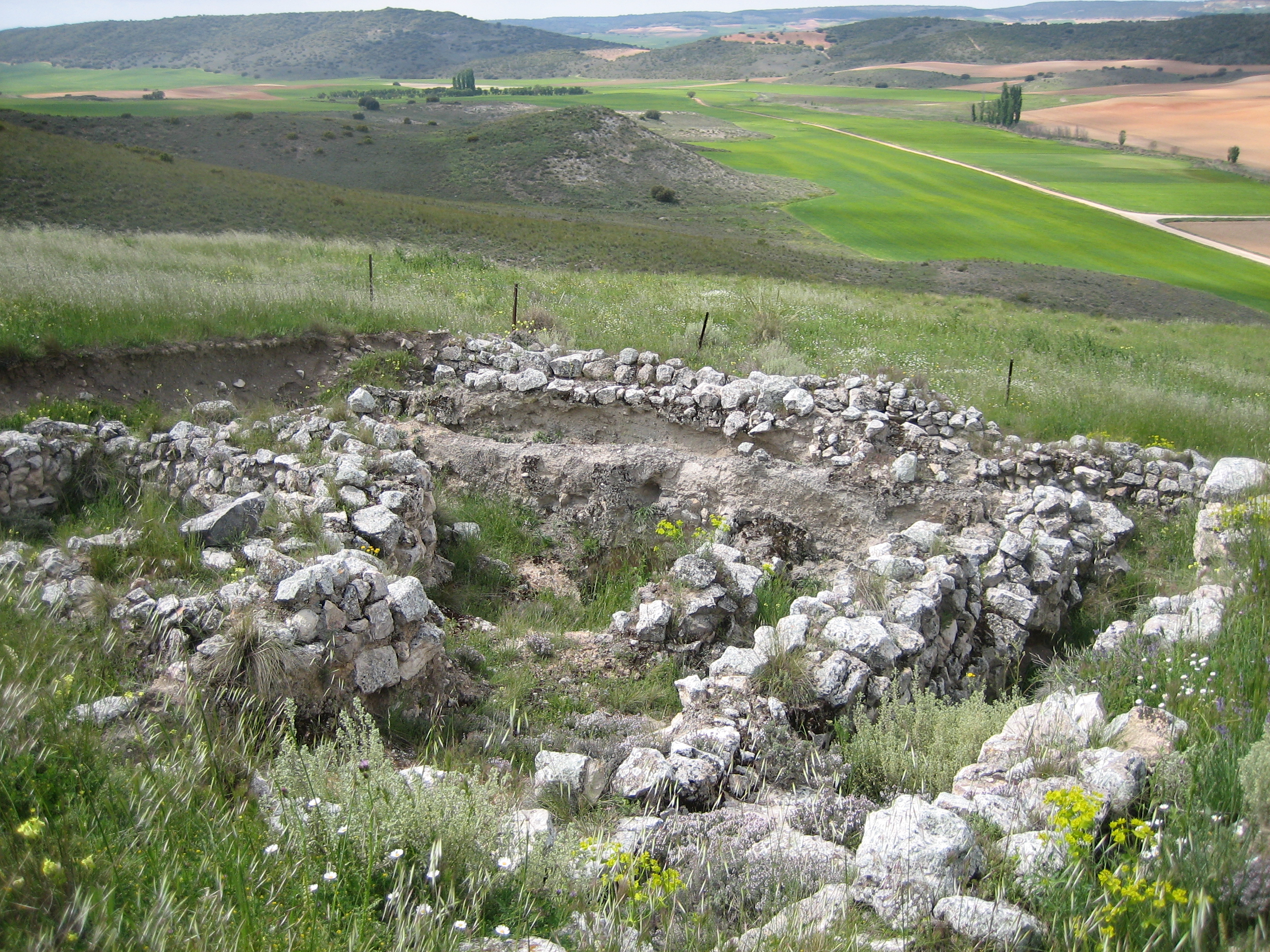
Yacimiento arqueológico Cerro de la Virgen de la Cuesta donde se considera que se asentó Althia, capital de los olcades.

- Iglesia parroquial de Nuestra Señora de la Estrella, del siglo XIII.
- Castillo del siglo XIV.
- Ermita de la Virgen de la Cuesta, en el cerro de la Virgen dominando el valle del Arroyo Cazarejo a 874 m de altitud. En ella se celebra la romería los días 7 y 8 de mayo en fiesta común con el también conquense pueblo de Las Pedroñeras. Los de Pedroñeras suben la virgen a la ermita y los de Alconchel la bajan el día siguiente
- Yacimiento arqueológico Cerro de la Virgen de la Cuesta. En este lugar se considera que tuvo su asentamiento la capital de los olcades, la ciudad de Althia.
- Calzada romana en el paraje "El Valle".
- Mina romana de espejillo.

## Otra información
- Situado en la Ruta de Don Quijote.
- Dispone de piscina municipal (abierta los meses de julio y agosto) y de polideportivo, con frontón y pista deportiva. También cuenta con centro social polivalente.
- Existe una casa rural para poder alojarse, propiedad del Ayuntamiento, al que se puede llamar para alquilarla.
- El pueblo de Alconchel de la Estrella fue nominado a uno de los pueblos más bonitos de Castilla-La Mancha, premio otorgado por el canal televisivo de Castilla-La Mancha Media (CMM). Quedó entre los cuatro pueblos más bonitos.